# Operacja brzesko-lubelska
Operacja brzesko-lubelska (ros. Люблин-Брестская операция) – część operacji Bagration, która została wykonana przez Armię Czerwoną w celu zniszczenia wojsk niemieckich w środkowej i wschodniej Polsce. Ofensywa została przeprowadzona przez lewe (południowe) skrzydło 1 Frontu Białoruskiego i miała miejsce w lipcu 1944 r. Naprzeciw niej stały niemieckie Grupa Armii Południowa Ukraina i Grupa Armii Środek.

## Uwarunkowania polityczne przed operacją
Kiedy powstawały plany tej operacji w sztabie 1 Frontu Białoruskiego miała ona nosić nazwę operacja brzesko-siedlecka. Taką też nazwę otrzymała w pierwszej fazie realizacji, gdyż jej głównym celem miało być rozbicie brzeskiego zgrupowania wojsk Wehrmachtu. Jednak plany operacji uległy zmianie, kiedy to 21 lipca KRN powołała Polski Komitet Wyzwolenia Narodowego. W pierwotnych planach operacji lewe skrzydło 1 Frontu Białoruskiego miało uderzać na Siedlce – jako główny kierunek natarcia. Wobec powołania nowych władz polskich pojawił się problem „zakwaterowania” ich na terenie zajmowanej Polski. Aby bowiem PKWN miały siedzibę oraz dobre warunki do pracy, należało zdobyć jakieś większe miasto w południowo-wschodniej Polsce, w którym to (do czasu zajęcia Warszawy) znajdowałaby się nieformalna stolica Polski. Zdecydowano się na Lublin, który odpowiadał potrzebom nowo powstałych władz w kraju. Zmiana głównego kierunku natarcia wymagała istotnych korekt w planie całej operacji. Wtedy to przemianowano jej nazwę na brzesko-lubelską, a nowy plan przewidywał rozbicie dwóch zgrupowań wojsk niemieckich – brzeskiego oraz lubelskiego. Wojska 1 Frontu Białoruskiego miały współpracować z wojskami 1 Frontu Ukraińskiego, ponadto zostały wzmocnione posiłkami w sile około 80 tysięcy żołnierzy oraz kilkuset czołgami i działami pancernymi.

### Skład wojsk radzieckich
1 Front Białoruski w składzie:
- 70 Armia
- 47 Armia
- 8 Gwardyjska Armia
- 1 Armia WP
- 69 Armia
- 2 Armia Pancerna
- 11 Korpus Pancerny
- 2 Gwardyjski Korpus Kawalerii
- 7 Gwardyjski Korpus Kawalerii

Do 1 Frontu Białoruskiego dołączyły armie 1 Frontu Ukraińskiego, które kilka dni wcześniej uderzyły na tym samym kierunku bardziej na południu.

## Operacja
17 lipca 1944 roku zostały zakończone przygotowania do przeprowadzenia operacji. Jeszcze tego samego dnia oddziały wydzielone prawego skrzydła 1 Frontu Białoruskiego ruszyły do natarcia.
W dniu następnym, o świcie 18 lipca główne siły Frontu (lewe skrzydło) ruszyło do natarcia. Prawe skrzydło 1 Frontu Białoruskiego atakowało główne zgrupowanie wojsk Wehrmachtu, tocząc bardzo ciężkie walki, w ciągu czterech dni zdołało przesunąć się do przodu zaledwie o 13-60 km. Nieprzyjaciel stawiał zacięty opór, znacznie utrudniając marsz radzieckich dywizji oraz opóźniając realizację założeń taktycznych operacji brzesko-lubelskiej. Znacznie lepiej rozwijała się sytuacja na lewym skrzydle. Jako że stanowiło ono główne siły uderzeniowe Frontu oraz nacierało w pasie, gdzie wojska niemieckie były słabsze, już w pierwszym dniu operacji, tj. 18 lipca 47 i 69 Armia oraz 8 Gwardyjska Armia przełamały główny pas obrony i włamały się w linie niemieckie na szerokość 30 oraz głębokość 15 km. W związku z takim stanem na froncie oraz w celu kontynuacji powodzenia dowództwo 1 Frontu Białoruskiego wprowadziło do działania szybkie grupy operacyjne, czyli 11 Korpus Pancerny i 2 Gwardyjski Korpus Kawalerii. Współdziałały one z już walczącymi oddziałami, a także z 6 Armią Lotniczą. Było to dobre rozwiązanie taktyczne, które zaowocowało szybkim tempem natarcia, doprowadzając wieczorem 19 lipca do rozszerzenia frontu na 120 km wszerz i 40 km w głąb niemieckich linii obronnych.
Wobec takiej sytuacji dowódca frontu – marszałek Rokossowski – zdecydował się na kontynuowanie natarcia w nocy z 19 na 20 lipca, dodatkowo wzmacniając oddziały frontowe. W trzecim dniu operacji wojska radzieckie dotarły nad rzekę Bug i uchwyciły na jej zachodnim brzegu przyczółki. Oznaczało to, że wyłom w niemieckich liniach obronnych sięgał już 60 km w głąb. Przez kolejne dwa dni operacji (21 oraz 22 lipca) siły lewego skrzydła Frontu przeprawiały się na zachodni brzeg Bugu.
Wtedy też została zorganizowana grupa szybka, w skład której weszły: 7 Gwardyjski Korpus Kawalerii oraz 2 Armia Pancerna. Według dyrektywy Naczelnego Dowództwa miała ona w ciągu pięciu dni opanować Lublin. 21 lipca zajęte zostały Chełm i Włodawa. W dniu 22 lipca pierwszorzutowe oddziały 2 Armii Pancernej przeszły do forsowania rzeki Wieprz i wychodząc na jej drugi brzeg wraz z oddziałami 8 Gwardyjskiej Armii w dniu 23 lipca zdobyły Lublin.
Główne zadania operacji brzesko-lubelskiej zostały zrealizowane. Do wieczora 25 lipca 1944 roku pierwszorzutowe związki 2 Armii Pancernej dotarły nad Wisłę i z marszu zdobyły Dęblin oraz Puławy. To właśnie na Wiśle miał zakończyć się marsz wojsk radzieckich w operacji brzesko-lubelskiej.

### Walki o Brześć i działania na zachód oraz na południe od niego
Z racji rozmieszczenia wojsk przeciwnika już po kilku dniach działań – od razu uwieńczonych dużym sukcesem – wspomniane armie 1 Frontu Białoruskiego marszałka Rokossowskiego zaczęły przemieszczać się w dwóch niezależnych od siebie osiach natarcia.
- Wojska 47 i 70 Armii wraz z jednym korpusem pancernym i jednym kawalerii po sforsowaniu rzeki Bug utworzyły centralne ugrupowanie Frontu, ciążące ku północnemu zachodowi na kierunku Siedlce – Brześć.

- Grupa Konno-Zmechanizowana gen. Kriukowa, w skład której wchodził 11 Korpus Pancerny i 2 Gwardyjski Korpus Kawalerii, nacierała po osi Parczew – Łuków – Siedlce.

Zadaniem prawoskrzydłowych armii lewego skrzydła wojsk 1 Frontu Białoruskiego, tj. 47 i 70 Armii, w operacji brzesko-lubelskiej było zamknięcie od południa pierścienia okrążenia wokół wojsk niemieckich znajdujących się w rejonie Brześcia. Od północy pierścień okrążenia wokół tych wojsk zamykała 28 Armia wzmocniona 1 Korpusem Zmechanizowanym, 4 Gwardyjskim Korpusem Kawalerii i 9 Korpusem Pancernym. Od wschodu na Brześć nacierała 61 Armia.
Walki o twierdzę trwały dwa dni. 27 lipca Armie 28 i 70 zamknęły wokół niej pierścień okrążenia, a następnego dnia było już po wszystkim. Nieco dłużej, bowiem do nocy 29/30 lipca, trwały walki z niemieckimi oddziałami przypartymi do Bugu u ujścia Krzny.
W organizacji obrony Brześcia brały udział przede wszystkim 203 Dywizja Ochrony oraz improwizowana grupa taktyczna „E” (Korps-Abteilung E (Divisionsgruppen 86, 137, 251)). Aby umożliwić im odwrót, 28 lipca na kierunku Brześcia Niemcy podjęli natarcie siłami 102 Dywizji Piechoty. Wszystkie trzy związki taktyczne należały do XX Korpusu Armijnego (w walkach o Brześć Niemcy stracili 17 tysięcy zabitych i wziętych do niewoli, co daje wyobrażenie, w jakiej kondycji znajdowały się po ich zakończeniu wymienione trzy związki taktyczne).
Obawiając się, że Sowieci, nacierający od południa po osi Parczew – Łuków – Siedlce (Grupa Konno-Zmechanizowana gen. Kriukowa), przetną drogę odwrotu walczącym w rejonie Brześcia związkom XX Korpusu, Niemcy utworzyli silną przesłonę, której centrum znajdowało się w Siedlcach. Trzon niemieckiej obrony tworzyły tu: 3 Dywizja Pancerna SS, VIII Korpus Armijny w składzie: 5 Dywizja Piechoty i 211 Dywizja Piechoty oraz 7 Dywizja Piechoty ze składu XX Korpusu.
Bitwa o Siedlce rozpoczęła się 24 lipca wieczorem. Sowieci zdołali złamać opór nieprzyjaciela na przedpolach miasta, jednakże próby zdobycia go z marszu nie powiodły się. 25 lipca korpusy gen. Kriukowa dotarły do pierwszych zabudowań we wschodniej i południowej części miasta. Następnego dnia Siedlce były już oskrzydlone od południa, wschodu i zachodu, a od rana 27 lipca walki toczyły się już wewnątrz miasta.
W dniach 27-30 lipca Niemcy wykonali szereg przeciwuderzeń siłami 5 Dywizji Pancernej SS (wycofanej z boju w rejonie Kleszczeli) oraz z 3 Dywizji Pancernej SS (obie te dywizje weszły w skład nowo utworzonego IV Korpusu Pancernego SS), a także wymienione trzy dywizje piechoty. Dopiero odejście 5 Dywizji Pancernej SS i gros 3 Dywizji Pancernej SS do boju pod Radzyminem pozwoliło Sowietom zająć Siedlce, co stało się 31 lipca, przy czym w ostatniej fazie walk o miasto brały udział dywizje 129 Korpusu Strzeleckiego 47 Armii.
Na południe od nich ukształtowało się lewe skrzydło Frontu, grupujące pozostałe związki operacyjne i przemieszczające się wprost na zachód, po osi Chełm – Lublin – Dęblin ku Wiśle i stanowiące łącznik z armiami marszałka Koniewa (1 Front Ukraiński).
8 Gwardyjska Armia, 69 Armia i 7 Gwardyjski Korpus Kawalerii w pierwszym rzucie oraz 2 Armia Pancerna i 1 Armia WP w drugim rzucie nacierały na Chełm i Lublin. 47 Armia nacierała na Międzyrzec Podlaski i Białą Podlaską.
Wojska 1 Frontu Ukraińskiego, zmuszone do walki z głównym zgrupowaniem niemieckiej 4 Armii Pancernej, poruszały się jednak wolniej od wojsk 1 Frontu Białoruskiego. Wymusiło to na marszałku Rokossowskim stworzenie odpowiedniego zabezpieczenia dla swego lewego skrzydła. Walcząca na jego skraju 69 Armia otrzymała więc dwa zadania – nacierać na zachód ku Wiśle oraz zabezpieczać od południa obszar operacyjny Frontu do czasu wyrównania pozycji ze związkami marszałka Koniewa.

### Działania 65 Armii
Na prawym skrzydle wojsk 1 Frontu Białoruskiego w dniach 21–22 lipca spore sukcesy odniosła 65 Armia, 2 Frontu Białoruskiego, która kierowała się z rejonu Białowieży na Drohiczyn nad Bugiem. Przełamawszy pozycje 23 Korpusu Strzeleckiego, zepchnęła go aż za Bug, opanowując Siemiatycze i zagrażając głębokim oskrzydlenie wojsk walczących w twierdzy brzeskiej.
W tej sytuacji Niemcy zdecydowali się na przeciwdziałanie, kierując tam odwody Grupy Armii Środek. W dniach 22–23 lipca na skrzydła 65 Armii wyszły zbieżne uderzenia z rejonu Bielska Podlaskiego na Kleszczele (4 Armia Pancerna) i z Wysokiego Litewskiego na Czeremchę (5 Dywizja Pancerna SS), które doprowadziło do zajęcia przez Niemców zarówno Kleszczeli, jak i Czeremchy. 65 Armia i 1 Gwardyjski Korpus Pancerny, których czołowe elementy zdążyły w tym czasie dotrzeć do Bugu, w obawie przed okrążeniem, zmuszone zostały do wycofania się. Do obrony zagrożonego rejonu skierowane zostały dwa korpusy 65 Armii oraz 17 Brygada Pancerna z 1 Korpusu Pancernego. 25 lipca Sowieci wykonali przeciwuderzenie, wypierając Niemców z Czeremchy i Kleszczeli. W ciągu kolejnych dwóch dni, tj. 26-27 lipca, 65 Armia odzyskała utracone pozycje. Na prawym skrzydle 65 Armii natarcie prowadziła 48 Armia, mając przed sobą część XXIII Korpusu Armijnego oraz elementy Korpusu Kawalerii „Harteneck”. Do końca lipca zdołała ona osiągnąć rubież Suraż nad Narwią – Brańsk nad Nurcem.

### Działania 69 Armii
Główny wysiłek w 69 Armii miał wykonywać 91 Korpus, a w jego składzie 312 Smoleńska Dywizja Piechoty gen. A. Mojsiejewskiego.
Artyleria polska została podzielona na dwa zgrupowania:
- pierwsze nazywane GAW-312 (Grupa Artylerii Wsparcia 312) lub DGA-312 (Dywizyjna Grupa Artylerii- 312) w składzie trzech pułków artylerii lekkiej, pułku moździerzy, pułku artylerii ppanc. oraz pułku haubic, mające za zadanie wesprzeć natarcie pułków piechoty pierwszego rzutu 312 DP (1083 pp i 1079 pp).
- drugie zgrupowanie ADD-69 (Artylerii Dalekiego Działania – 69) w składzie 1 BAA, 5 BAC i sowieckiej 62 BAA.

Grupą dywizyjną (GAW-312) dowodził szef sztabu artylerii 1 AWP ppłk A. Krzysztofowicz, a grupą armijną (ADD-69) dowódca 62 BAA płk Jefimow. Jej głównym zadaniem było zwalczanie artylerii przeciwnika.
11 lipca 1944 roku dowódca artylerii frontu gen. Kazakow wydał rozkaz o podporządkowaniu artylerii 1 Armii WP dowódcy 69 Armii, a 13 lipca po przebyciu ok. 100 km polskie oddziały osiągnęły nakazane rejony. Tej samej nocy Polacy zajęli stanowiska ogniowe i nawiązali kontakt z radziecką piechotą. Zadaniem polskich artylerzystów było wzięcie udziału w 100-minutowym przygotowaniu ogniowym w pasie 312 DS. i 370 DS. z 91 Korpusu Strzeleckiego, a następnie wsparcia natarcia (wał ogniowy na głębokość 1,5 km) i zabezpieczenia działań w głębi obrony nieprzyjaciela.
Zajmowanie stanowisk ogniowych nie obyło się bez problemów. Teren był raczej płaski i otwarty, pozbawiony naturalnych ukryć. Trudności w maskowaniu wpłynęły na swoistą rywalizację w zajmowaniu lepszych pozycji, co spowodowało, że pułki moździerzy i artylerii lekkiej znalazły się stosunkowo daleko, a działa większego kalibru za blisko przedniego skraju. Trudności i błędy popełnione w maskowaniu spowodowały zauważenie tych przegrupowań przez Niemców i wykonanie przez nich kilku nawał ogniowych, na które Sowieci, jak i Polacy, nie odpowiadali, nie chcąc się demaskować, ale które przyniosły straty 8 zabitych i 20 rannych żołnierzy. Pomimo trudności dokonano wstrzelania według planu artylerii armii i wieczorem 16 lipca osiągnięto gotowość. Jednostki polskie wyruszyły na front, posiadając jedną jednostkę ognia oraz kilkudniowe zaopatrzenie w paliwo i żywność. Brakującą ilość amunicji miano otrzymać od 69 Armii. Służbom radzieckim nie udało się zaopatrzyć Polaków, toteż od 18 lipca zaczęto transport potrzebnych materiałów z magazynów 1 Armii WP z rejonu Kiwierc.
Rozpoczęcie ofensywy początkowo planowane na 17 lipca z powodu wielkich opadów deszczu przesunięto o dobę na godz. 5.00. Przygotowanie artyleryjskie (poprzedzone prawie 3-godzinnym bombardowaniem z powietrza) nie trwało tyle, ile zaplanowano, gdyż stwierdzono, iż nieprzyjaciel częściowo wycofał się z przedniego skraju obrony. Do natarcia ruszyła radziecka piechota. Już ok. godz. 10.00 włamano się na 4 km w głąb niemieckiej obrony, na co wpłynęło skuteczne działanie zarówno artylerii, jak i uderzeń piechoty i czołgów. Zresztą siły niemieckie broniące się przed frontem 69 Armii (niemieckie 342 Dywizja Piechoty i 253 Dywizja Piechoty) okazały się słabsze niż przypuszczano.
Pierwszego dnia walk wojska radzieckie posunęły się od 8 do 10 km i wyszły na rubież wschodniego skraju lasów Miegowszczyzna, Berestyn, m. Przewały, Sosnówka i na zachód od jeziora Dolsk, a jednostki polskie rozpoczęły przegrupowanie zakończone późną nocą. Tak więc główne zadanie Polaków zostało zakończone, zamykając się liczbą wystrzelonych ok. 18 tys. pocisków oraz stratami wynoszącymi 3 poległych, 13 rannych i 5 zaginionych.
19 lipca część jednostek rozpoczęła przegrupowanie w ślad za piechotą, część pozostała na miejscu (3 pal i 8 pah z powodu braku paliwa). W dniu tym wojska radzieckie powiększyły przyczółki na Byżówce, co umożliwiło wprowadzenie wojsk szybkich – 11 KPanc. i 2 KKawGw. 20 lipca wojska radzieckie osiągnęły Bug i uchwyciły na jego zachodnim brzegu przyczółki. 69 Armia zdobyła przyczółek w rejonie wsi Bereżce, a w ślad za piechotą do rzeki podeszła artyleria polska wspierając forsowanie na odcinku Dorohusk – Husynne. 21 lipca wojska radzieckie sforsowały dopływ Bugu rzekę Udal. Dzień ten był ostatnim, w którym polskie jednostki wspierały Sowietów. Za działania polscy artylerzyści otrzymali podziękowanie naczelnego dowódcy Armii Czerwonej.
W działaniach nad Turią i Bugiem wzięło udział 7000 żołnierzy polskich. W toku działań poległo 11, rannych zostało 31, a zaginionych 5 żołnierzy. Wystrzelono ok. 26 374 pocisków. Ocena strat przeciwnika, jak to często bywa, jest dyskusyjna. Oficjalnie podano, że zniszczono 1 czołg, 21 dział, 21 baterii dział i moździerzy, 53 karabiny maszynowe oraz siłę żywą przeciwnika.
Wyróżnić należy zniszczenie przez 1 spm zgrupowania wroga na wzgórzu 213, załamanie niemieckiego kontrataku w rejonie Przewały przez 1 dal z 3 pal, odparcie 21 lipca niemieckiego kontrataku wspieranego bronią pancerną przez 1 BAA, 4 pappanc oraz 2 i 3 pal, wsparcie natarcia na broniony przez Niemców rejon cmentarza w Dorohusku. Zapewne dla jednostek artylerii, szczególnie tych, które nie brały jeszcze udziału w walce, był to chrzest bojowy i dobra szkoła przed przyszłymi walkami. Działania, w których brali udział polscy artylerzyści, nie trwały długo, ale wypełnili je dobrze, o czym świadczy chociażby podziękowanie od dowództwa radzieckiego.
W wyniku operacji brzesko-lubelskiej związki operacyjne lewego skrzydła Frontu Białoruskiego sforsowały Bug, 22 lipca zajęły Chełm, 24 lipca Lublin i 25 lipca wyszły nad Wisłę w rejonie Dęblina i Puław i rozpoczęły 28 lipca forsowanie Wisły w rejonie Kazimierza, w celu uchwycenia przyczółka. Wojska lewego skrzydła Frontu Białoruskiego, po odparciu silnego przeciwnatarcia okrążyły i opanowały twierdzę brzeską 28 lipca.
W wyniku operacji brzesko-lubelskiej i prowadzonych później na mniejszą skalę działań na kierunku Warszawy, front radziecko-niemiecki zatrzymał się na linii Wisły na okres prawie pół roku. Lewobrzeżna Warszawa pozostała po stronie niemieckiej.

### Zdobycie Lublina
Niemcy, którzy od marca 1944 roku faktycznie przygotowywali ewakuację miasta, zaczęli systematycznie wzmacniać swoją załogę. W myśl planu zorganizowania, w przypadku spodziewanej ofensywy radzieckiej na linii obrony na Wiśle, Lublin miał się stać ważnym punktem związania sił radzieckich i przetrzymania ich do czasu cofnięcia się na wyznaczone pozycje. W maju Niemcy rozpoczęli wielkie prace fortyfikacyjne, przygotowywali schrony przeciwlotnicze i zmienili załogę miasta. W jej skład weszły resztki rozbitej 26 i 213 Dywizji Wehrmachtu, 991 i 20 batalion obrony, 25 pułk policji SS oraz 309 samodzielna kompania łączności. Ogółem załoga ta liczyła około 4300 ludzi, a na jej czele stanął gen. por. Hjalmar Moser.

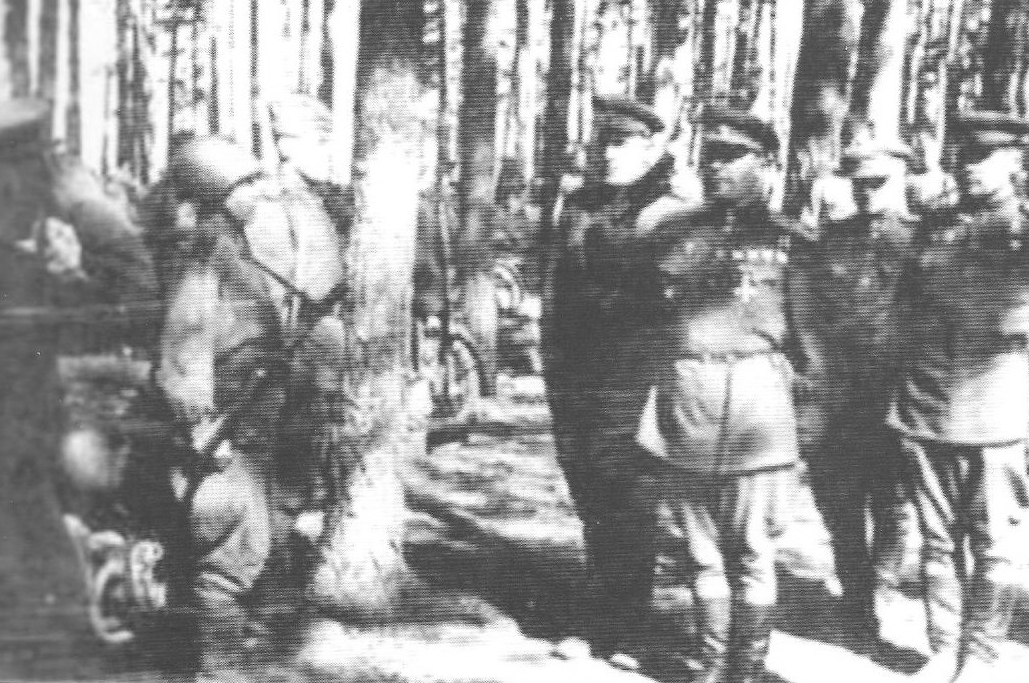
Generał Aleksiej Radzijewski podczas operacji brzesko-lubelskiej

Dowództwo niemieckie przewidywało obronę na liniach zewnętrznych miasta, a także na drugiej linii w oparciu o Bystrzycę, Śródmieście i Stare Miasto. Lublin przyjął więc rolę jakby twierdzy. Tymczasem po przekroczeniu Bugu 21 lipca, Armia Radziecka szła w szybkim tempie na zachód. Już w godzinach nocnych z 22 na 23 lipca nastąpiła na odcinku Lublina koncentracja wojsk radzieckich, przy czym główną siłę uderzeniową stanowić miała 2 Armia Pancerna pod dowództwem gen. S.I. Bogdanowa.
23 lipca jednostki radzieckie przerwały obronę i weszły na ulice miasta, tocząc ciężkie boje. Wówczas też weszły do działań plutony i kompanie AK i AL. 24 lipca niemiecki garnizon skapitulował. Miasto było wolne od Niemców, lecz przeżywało tragedię. Ujawniono masakrę w więzieniu na Zamku oraz ogrom zbrodni w obozie Majdanek.

### Działania jednostek polskich
Cały czas w drugim rzucie pozostawała 1 Armia Wojska Polskiego, zachowując pełną gotowość wkroczenia do bitwy. Jednak powodzenie natarcia Armii Czerwonej nie wymagało jej wprowadzenia. W operacji brzesko-lubelskiej jedną z armii mających wykonywać główne uderzenie była 69 Armia pod dowództwem gen. W. Kołpakcziego. W celu jej wsparcia dowódca 1 Frontu Białoruskiego postanowił wesprzeć 69 Armię polską artylerią z 1 Armii WP.
W skład polskich jednostek weszły:
- 1 Brygada Artylerii Armat
- 5 Brygada Artylerii Ciężkiej
- 1 pułk moździerzy
- 4 pułk artylerii przeciwpancernej
- 8 pułk artylerii haubic
- 1 pułk artylerii lekkiej
- 2 pułk artylerii lekkiej
- 3 pułk artylerii lekkiej

Łącznie posiadały one 260 dział i moździerzy.
Zgrupowanie wojsk radzieckich rozwinięte nad kanałem Turskim miało za zadanie przełamać obronę na 18-kilometrowym odcinku, a następnie przejść do pościgu i sforsować Bug.